# Boulevard Henri-Barnier
Le boulevard Henri-Barnier est une voie marseillaise située dans les 15e et 16e arrondissements de Marseille. 

## Situation et accès
Elle va de la route de la Gavotte (ancienne route nationale 113) à la rue Condorcet. 

## Origine du nom
Le boulevard porte le nom d’Henri-Marie-François-Jules Barnier, militaire marseillais de l’armée de l'air né en 1921 et fusillé en 1944 par les Allemands

## Historique
Anciennement « chemin du Pradel » il prend sa dénomination actuelle, par délibération du Conseil municipal du 27 juillet 1946.

## Bâtiments remarquables et lieux de mémoire
Ce boulevard à fort dénivelé est connu pour abriter la cité de La Castellane, cité d’origine du footballeur Zinedine Zidane.